# Tóth Ferenc (politikus)
Tóth Ferenc (Fadd, 1950. december 30. – 2020. december 4.) magyar üzemmérnök, politikus, 1990 és 1994 között Fadd polgármestere, 1998-tól 2014-ig országgyűlési képviselő (Fidesz), 2011 és 2014 között Tolna megye kormánymegbízottja.

## Élete
Tóth Ferenc 1950-ben született Faddon, paraszti családban. Az általános iskolát szülőfalujában, középiskolai tanulmányait Tolnán végezte, majd 1974-ben Dunaújvárosban szerzett gépész diplomát. 1976-ban üzemmérnökként, 1979-ben pedig műszaki tanárként diplomázott Nehézipari Műszaki Egyetem Kohó és Fémipari Főiskolai Karán. Fiatalon évekig versenyszerűen kézilabdázott. Egyetemi tanulmányait követően a faddi termelőszövetkezet üzemmérnökeként helyezkedett el, majd a település nevelőotthonának tanára lett, később pedig a KÖJÁL munkatársa volt Szekszárdon.
Az 1990-es önkormányzati választáson független jelöltként Fadd polgármesterévé választották, tisztségét 1994-ig töltötte be. 1993-ban a Janus Pannonius Tudományegyetem Közgazdaságtudományi Karán közgazdasági szakokleveles üzemmérnökként végzett. Egyéni vállalkozóként dolgozott, majd egy részvénytársaság kereskedelmi igazgatója lett. 1994 és 1998 között Fadd alpolgármestere volt.
Az 1998-as országgyűlési választáson a Fidesz színeiben szerzett mandátumot Tolna megye 2. számú, Paks központú választókerületében. A 2002-es, a 2006-os és a 2010-es országgyűlési választáson is ebből a választókerületből jutott a parlamentbe. Az Országgyűlésben az oktatási és tudományos bizottság, a nemzeti lovas programot előkészítő eseti bizottság, illetve az oktatási, tudományos és kutatási bizottság tagja volt, emellett 1998 és 2000 között az európai integrációs albizottság elnöki tisztségét is betöltötte.
Parlamenti munkája mellett 1998-tól 2006-ig Fadd önkormányzati képviselője, majd 2010-ig alpolgármestere volt. 2011-ben Navracsics Tibor közigazgatási és igazságügyi miniszter, miniszterelnök-helyettes felkérésére az újonnan létrehozott Tolna Megyei Kormányhivatal kormánymegbízottja lett, tisztségét 2014-ig töltötte be. 1999-től vezette a Tolna Megyei Vállalkozásfejlesztési Alapítványt, illetve a Paksi Atomerőmű igazgatósági tagja is volt. 2019-ben Tolna megye fejlesztésében, valamint a helyi közigazgatási rendszer átalakításában vállalt jelentős szerepét a Magyar Érdemrend Tisztikeresztje polgári tagozatával ismerték el.
Felesége 1975-től Deák Erzsébet kémia-fizika szakos középiskolai tanár volt, két gyermekük született. Tóth Ferenc 2020-ban hunyt el koronavírus-fertőzésben, 69 éves volt.